# Juan Manuel Martínez
Juan Manuel Martínez (Viedma, 25 ottobre 1985) è un calciatore argentino, attaccante del Template:Calcio Club de Lyon.

## Caratteristiche tecniche
Gioca come seconda punta.

## Carriera

### Club

#### L'esordio al Vélez e i vari prestiti
Cresce nel Vélez Sarsfield. I primi due anni al club di Liniers lo vedono realizzare 2 gol in 41 presenze.
Il Vélez decide poi di cederlo in prestito all'Argentinos Juniors. Qui Martínez gioca poco a causa di un infortunio al ginocchio: 11 presenze e una rete. La stagione successiva fa ritorno nel sobborgo di Buenos Aires disputando metà stagione con il Vélez e l'altra metà in Colombia al Cúcuta Deportivo, con il quale arriva alle semifinali della Coppa Libertadores.
Nella stagione 2007-2008 gioca in prestito all'Al-Shabab in Arabia Saudita. L'anno dopo ritorna a Liniers vincendo col Vélez il Clausura 2009. Nel 2010 viene nominato calciatore argentino dell'anno insieme a Lionel Messi (Martínez è scelto quale migliore argentino militante in patria, mentre Messi quale migliore all'estero).

### Nazionale
Nel 2011 debutta con la nazionale argentina.

## Palmarès

### Club

#### Competizioni nazionali
- Campionato argentino: 5

Vélez Sarsfield: Clausura 2005, Clausura 2009, Clausura 2011, 2012 Inicial
Boca Juniors: Apertura 2015
- Copa Argentina: 1

Boca Juniors: 2014-2015

#### Competizioni internazionali
- Coppa del mondo per club: 1

Corinthians: 2012
- Coppa Sudamericana: 1

Independiente: 2017

#### Competizioni statali
- Campionato paulista: 1

Corinthians: 2013

### Individuale
- Calciatore argentino dell'anno: 1

2010